# 比特納峰
比特納峰（英語：Buettner Peak）是南極洲的山峰，位於瑪麗伯德地，處於墨菲火山西北部，美國地質調查局根據測量和美國海軍拍攝的空中照片繪入地圖，現時由南極條約體系管理。